# Anaxipha nigerrima
Anaxipha nigerrima är en insektsart som beskrevs av Lucien Chopard 1956. Anaxipha nigerrima ingår i släktet Anaxipha och familjen syrsor. Inga underarter finns listade i Catalogue of Life.